# III Liga de Polonia
III Liga es una liga de fútbol de Polonia que se encuentra en el cuarto nivel del sistema de ligas del fútbol polaco, por encima de la IV Liga y por debajo de la II Liga. Se divide en cuatro grupos de 18 clubes en total. Los cuatro equipos vencedores de cada grupo ascienden a la II Liga, mientras que los tres peores equipos de cada grupo descienden a la categoría inferior. 

## Historia

Actual estructura de la III Liga, reformada en la temporada 2016/2017.

La III Liga se fundó bajo el nombre de IV ligi polskiej, y está estrechamente vinculada a la reforma administrativa que sufrió el país en 1999. Antes de su creación, los partidos del cuarto nivel poseía diversos nombres y se organizaban dentro de un ámbito regional.
Bajo el nuevo estatuto de la Asociación Polaca de Fútbol (PZPN) redactado en Varsovia durante la 69.ª Reunión Extraordinaria de la Asociación de Fútbol de Varsovia, entró en vigor el 19 de febrero de 2000 una nueva estructura para la III Liga, tomando como base la nueva división territorial polaca. Asimismo, entre el 10 de marzo y el 29 de julio del mismo año tendría lugar el establecimientos de las demás clases regionales.  
En agosto da comienzo la III Liga (aún bajo el nombre de IV Liga), con un total de 21 grupos territoriales. Los cinco voivodatos con mayor potencial futbolísticos (Baja Silesia, Pequeña Polonia, Mazovia, Silesia y Gran Polonia) se estructuraron dentro de dos grupos equitativos, en donde los ganadores tendrían derecho a enfrentarse en los play-off por el título y ascender a la III Liga de Polonia. En los once voivodatos restantes todos los clubes serían incluidos en un mismo grupo, haciendo que el ganador de la liga se proclame directamente campeón de la competición y ascendiendo automáticamente al nivel superior.
En ediciones posteriores, la cantidad de grupos y clubes se redujeron gradualmente. En la temporada 2007/2008 era un total de dieciocho grupos provinciales. Debido a la reorganización prevista para la temporada 2008/2009, se formaron ocho grupos, cada uno conformado por dos voivodatos en cuestión. Los vencedores ascenderían a la II Liga recién creada (entonces denominada III Liga) tras jugar unos play-offs. Los equipos que ocupasen las últimas posiciones de la tabla descenderían a la nueva IV Liga. En la temporada 2016/2017, la III liga fue nuevamente reformada, formando cuatro grupos de 18 equipos.

## Divisiones
| Grupo I                                                                                     | Grupo II                                                                                          | Grupo III                                                                            | Grupo IV                                                                                          |
| ------------------------------------------------------------------------------------------- | ------------------------------------------------------------------------------------------------- | ------------------------------------------------------------------------------------ | ------------------------------------------------------------------------------------------------- |
|                                                                                             |                                                                                                   |                                                                                      |                                                                                                   |
| Voivodato de Łódź Voivodato de Mazovia Voivodato de Podlaquia Voivodato de Varmia y Masuria | Voivodato de Gran Polonia Voivodato de Pomerania Voivodato de Pomerania Occ. Voivodato de Cuyavia | Voivodato de Lebus Voivodato de Opole Voivodato de Silesia Voivodato de Baja Silesia | Voivodato de Lublin Voivodato de Santa Cruz Voivodato de Subcarpacia Voivodato de Pequeña Polonia |

## Temporada 2025-26
- Actualizado el 8 de julio de 2024.[2]

| Grupo I                    | Grupo II                   | Grupo III                  | Grupo IV                     |
| -------------------------- | -------------------------- | -------------------------- | ---------------------------- |
| Broń Radom                 | Błękitni Stargard          | Carina Gubin               | Avia Świdnik                 |
| GKS Bełchatów              | Cartusia Kartuzy           | Górnik Polkowice           | Chełmianka Chełm             |
| GKS Wikielec               | Elana Toruń                | Górnik Zabrze II           | Czarni Połaniec              |
| Jagiellonia II Białystok   | Flota Świnoujście          | Karkonosze Jelenia Góra    | Garbarnia Cracovia           |
| Lechia Tomaszów Mazowiecki | Gedania Gdańsk             | Lechia Zielona Góra        | Korona Kielce II             |
| Legia II Varsovia          | Gryf Słupsk                | LKS Goczałkowice-Zdrój     | KS Wiązownica                |
| ŁKS 1926 Łomża             | Kotwica Kórnik             | Miedź Legnica II           | KSZO Ostrowiec Świętokrzyski |
| Mławianka Mława            | Lech Poznań II             | MKS Kluczbork              | Lewart Lubartów              |
| Pelikan Łowicz             | Noteć Czarnków             | Odra Bytom Odrzański       | Podhale Nowy Targ            |
| Polonia Lidzbark Warmiński | Pogoń Nowe Skalmierzyce    | Podlesianka Katowice       | Podlasie Biała Podlaska      |
| Sokół Aleksandrów Łódzki   | Pogoń Szczecin II          | Polonia Słubice            | Pogoń-Sokół Lubaczów         |
| Stomil Olsztyn             | Polonia Środa Wielkopolska | Pniówek Pawłowice Śląskie  | Sandecja Nowy Sącz           |
| Świt Nowy Dwór Mazowiecki  | Sokół Kleczew              | Stal Brzeg                 | Siarka Tarnobrzeg            |
| Unia Skierniewice          | Unia Swarzędz              | Stilon Gorzów Wielkopolski | Star Starachowice            |
| Warta Sieradz              | Vineta Wolin               | Śląsk II Wrocław           | Świdniczanka Świdnik         |
| Victoria Sulejówek         | Wda Świecie                | Ślęza Wrocław              | Wisła Cracovia II            |
| Wigry Suwałki              | Wybrzeże Rewalskie Rewal   | Unia Turza Śląska          | Wisłoka Dębica               |
| Wisła Płock II             | Zawisza Bydgoszcz          | Warta Gorzów Wielkopolski  | Wiślanie Jaśkowice           |